# چارلزتاون، نیو ساوت ولز
چارلزتاون (به انگلیسی: Charlestown) یک حومه شهر در استرالیا است که در نیو ساوت ولز واقع شده‌است.